# Terrence Loves You
Pistes de Honeymoon (album)
Music to Watch Boys to God Knows I Tried
Terrence Loves You est une chanson interprétée par l'auteure compositrice interprète américaine Lana Del Rey pour son album Honeymoon (album) (2015). Elle fut publiée le 21 août 2015 comme première chanson promotionnelle de l'album. Écrite par Del Rey et Rick Nowels, elle est décrite comme "hypnotique", avec une Del Rey accompagnée d'un piano, d'instruments à corde et d'un saxophone "languissant". La chanson comporte une interprétation de la chanson Space Oddity de David Bowie. Lana déclara que cette chanson est sa favorite de l'album Honeymoon, la décrivant comme "jazzy",.

## Contexte et parution
La chanson a fait sa première via l' "Honeymoon Hotline" de Del Rey, une hotline configurée pour permettre aux fans de recevoir directement de Del Rey elle-même, les mises à jour concernant l'album, ainsi que d'accéder à d'autres contenus, tels que des conférences. Le 21 août 2015, elle est officiellement publiée sur la chaîne Vevo de Del Rey. Le même jour, "Terrence Loves You" devint disponible au format dématérialisé.

## Composition
Terrence Loves You est une Ballade du genre lounge. Elle est décrite comme "hypnotique", avec une Del Rey accompagnée d'un piano, d'instruments à corde et d'un saxophone "languissant". La chanson comporte une interprétation de la chanson Space Oddity de l'auteur-compositeur-interprète britannique David Bowie.
La chanson s'ouvre avec des notes de guitare isolées, pincées et retombées, avant de s'éloigner au fur et à mesure que des accords de piano apparaissent, suivies de violons et de la voix de Del Rey. Le refrain est interprété dans un style lyrique et aborde la thématique de la force face à l'abandon.
Tout au long du refrain, de brèves sections de saxophone sont incorporés, de même que des références à David Bowie avec des paroles telles que “Ground control to Major Tom/ Can you hear me all night long?”.

## Réception et critique
Rolling Stone loue la performance vocale de Del Rey et attribue à la chanson un caractère d'hypnotique.

## Charts
| Chart (2015)                         | Top position |
| ------------------------------------ | ------------ |
| France (SNEP)                        | 128          |
| UK Singles (Official Charts Company) | 188          |